# Racosperma pentadenia
Racosperma pentadenia là một loài thực vật có hoa trong họ Đậu. Loài này được (Lindl.) Pedley mô tả khoa học đầu tiên năm 2003.